# دي فيليبس
دي فيليبس (بالإنجليزية: Dee Phillips)‏ هو لاعب كرة قاعدة أمريكي، ولد في 8 يونيو 1919 في كورسيكانا في الولايات المتحدة، وتوفي في 4 نوفمبر 2004 في فورت وورث في الولايات المتحدة.

## وصلات خارجية
- دي فيليبس على موقعبيزبول رفرنس.كوم (الدوري الرئيسي) (الإنجليزية)
- دي فيليبس على موقعبيزبول رفرنس.كوم (الدوري الثانوي) (الإنجليزية)